# Атлант розправив плечі
«Атла́нт розпра́вив пле́чі» (англ. Atlas Shrugged) — роман американської письменниці Айн Ренд (англ. Ayn Rand), уперше надрукований в 1957 році в Сполучених Штатах Америки. Це четвертий, найдовший, та останній роман Айн Ренд, який вона вважала своїм magnum opus в художній літературі.
Як свідчить робоча назва Страйк, у книзі описано Сполучені Штати, коли провідні промисловці та бізнесмени відмовляються від спроб уряду використовувати їхню працю задля «суспільного блага». Головна героїня, Даґні Таґарт, спостерігає занепад суспільства в той час як уряд поширює свою владу на всю промисловість, та найпродуктивніші представники суспільства під керівництвом невідомого Джона Ґолта поступово зникають. Ґолт описує страйк як спробу «зупинити мотор світу» вилученням «мізків», які рухають прогрес і продуктивність суспільства вгору; через цей страйк творчі «мізки» намагаються показати, що економіка та суспільство зруйнуються без мотиву отримання прибутку та зусиль раціональних і продуктивних представників.
Роман отримав переважно негативні відгуки критиків після першого видання 1957 року, але отримав сталу популярність і високий рівень продаж у наступні десятиліття. На початку рецесії кінця першого десятиліття 2000-их років продажі роману почали стрімко зростати згідно з даними журналу The Economist та газети New York Times. У The Economist повідомлялось, що роман піднявся у списку бестселерів на 33-ю сходинку 13 січня 2009 року.
Уперше українською книгу в трьох томах видав «Наш Формат» у 2015 році.

## Назва
Назва роману походить від імені міфічного титана Атланта, який у романі тримає вагу небес на своїх плечах. Роман містить елементи містики та наукової фантастики, і містить найповніше описання об'єктивізму серед всіх художніх праць Айн Ренд — монолог лідера страйку, Джона Ґолта.
|  | – Пане Реарден, – сказав Франциско поважним та спокійним тоном, – якби ви побачили Атланта, гіганта, що тримає світ на своїх плечах, якби ви побачили, що він стоїть і кров струменить вниз його грудьми, його коліна тремтять, але все ще намагаються тримати світ із останніх сил, і чим більші його зусилля, тим важче навалюється світ, – щоб ви сказали йому зробити? – Я... не знаю. Що... він може зробити? А ви б йому що сказали? – Розправити плечі.Оригінальний текст (англ.) – "Mr. Rearden," said Francisco, his voice solemnly calm, "if you saw Atlas – the giant who holds the world on his shoulders, if you saw that he stood, blood running down his chest, his knees buckling, his arms trembling but still trying to hold the world aloft with the last of his strength, and the greater his effort the heavier the world bore down upon his shoulders—what would you tell him to do?" – "I... don't know. What... could he do? What would you tell him?" – "To shrug." |

## Відгуки

Обкладинка першого видання

Атлант розправив плечі потрапив до списку бестселерів The New York Times на 6-у сходинку через три дні після появи на ринку. Він залишався у списку протягом 21 тижня, протримавшись на 4-й сходинці протягом 6 тижнів, починаючи з 8 грудня 1957 року.
Незважаючи на популярність, роман не був сприйнятий критиками. Мімі Райсел Гладстайн пише, що критики, яким «сподобався не лише стиль письма Айн Ренд, але і її послання», були «істотно у меншій кількості, ніж ті, хто був від істерично ворожим до простого нерозуміння.»
Позитивні огляди з'явились у низці видань. Ричард Мак-Лаухлін, оглядаючи роман для The American Mercury, порівняв її за значимістю з Хатиною дядька Тома. Відомий журналіст та літературний критик Джон Чемберлейн, в статті для The New York Herald Tribune, зазначив, що вважає роман прийнятним на багатьох рівнях: наукова фантастика, детективна історія в стилі Достоєвського, і, що найголовніше, «велика політична притча».

### Вплив
Згідно з даними опитування 1991 року, проведеного Бібліотекою Конгресу США та Клубом книжки місяця, Атлант розправив плечі був другою після Біблії книжкою, яка призвела до найбільших змін у житті американських читачів. У результаті тримісячного онлайн опитування «100 найкращих книг ХХ століття» видавництвом Сучасна Бібліотека в 1998 році роман опинився на першому місці, хоча не був обраний до переліку кандидатів радою авторів та дослідників видавництва. Результати підбивались на основі 217 520 голосів.

## Сюжет
Події роману відбуваються в антиутопічних Сполучених Штатах у невизначений час. Як помітив Едвард Йонкінс, «Історію можна водночас назвати анахроністичною та безчасовою. Структура промислового виробництва схожа на пізні 1800-ті, настрій справляє враження подібне до депресії 1930-тих. Як соціальні звичаї так і рівень технологічного розвитку нагадують 1950-ті.» Доступність багатьох технологій 20-го століття, металургійна промисловість та залізниця відіграють важливу роль; реактивні літаки подано як порівняно нову технологію, а телебачення менш впливове за радіо. У той час, як згадується багато інших країн, не згадується Радянський Союз, Друга світова  та холодна війна. З сюжету випливає, що країни перетворюються згідно з ученнями марксизму на етатичні держави та називаються «народними республіками» в Європі та Південній Америці. Так, Велика Британія тепер зветься «Народна республіка Британія», а монархічний лад начебто повалено. Також зустрічаються згадування націоналізації підприємств у цих «народних республіках» та Сполучених Штатах.
Нинішню «змішану економіку» описану в книжці, часто порівнено з «чистим» капіталізмом Сполучених Штатів 19-го століття, який згадано як втрачену «золоту добу».
У першій частині трилогії — «Несуперечність» — ідеться про переформатування американської економіки і про появу нового типу бізнесменів.
Герої другої частини — «Або-або» — ідеалісти—прагматики, романтики—бізнесмени. Письменниця створила психологічний тип нової людини, яка, відкидаючи емоції, керуючись прагматикою, залишається романтиком.

## Теми
В «Атлант розправив плечі» підтримано ідею того, що для суспільства найкраще годиться система повністю вільних ринків. Уявлення Ренд про ідеальний уряд висловив Джон Ґолт: "Створена нами політична система ґрунтуватиметься на єдиному правилі: "жодна людина не може отримувати будь-які цінності від інших застосуванням сили" та «жодні інші права не можуть існувати без права мислити, працювати та зберігати результати: тобто, права власності.» Сам Ґолт живе відповідно до своїх переконань, згідно з правилами laissez-faire капіталізму.
У світі роману суспільство потрапляє в стан стагнації, коли починає демонізувати та, навіть, карати самостійних винахідників та піонерів виробництва за їхні досягнення.
Ренд описує дії чиновників відповідно до політичної економіки, демонструючи, як гасла про альтруїзм використовуються для ухвалення законів номінально на користь суспільного блага (наприклад, «Закон проти звіриної конкуренції», «закон про рівні можливості») але насправді служать лобістам та державним агентствам за рахунок суспільства та виробників.
В українській літературі подібна проблематика окреслена у трагікомедіях Івана Карпенка-Карого — Терентій Пузир так само боявся мануфактур і волів би зберегти традиційний стан речей.

### Приватна власність та індивідуалізм
Франциско д'Анконіа, Атлант Розправив Плечі
Герої Ренд мають постійно битись проти «паразитів», «мародерів» та «жебраків», котрі вимагають плоди праці героїв роману. Едвард Йонкінс називає «Атлант розправив плечі» — «апокаліптичним баченням останніх етапів протистояння між двома частинами людства: мародерами та не-мародерами. Мародери виступають на підтримку високих податків, потужних профспілок, націоналізації, державних витрат, державного планування, регулювання та перерозподілу власності.»
«Мародери» силою конфіскують зароблене іншими («під дулом пістолета»). До них належать чиновники, до вимог яких додаються натяки та погрози застосування сили. Одні чиновники просто втілюють державну політику, наприклад, конфіскуючи зернові запаси штату для годування голодних іншого штату; інші отримують зиск з цієї політики, наприклад, куратор залізниць, котрий нелегально продає майно залізниць на власну користь. Вони використовують силу, щоб відібрати власність у людей, котрі виробили або заробили її.
«Жебраки» вимагають зароблене іншими від імені волоцюг та неспроможних заробити власними силами, однак вони проклинають виробників, завдяки яким ця допомога можлива, ставляться з презирством та жадібністю до талановитих людей, від яких вони залежать. Вони так само деструктивні, як і мародери — знищуючи працьовитих провиною та звертаючись до «морального права» ці люди виправдовують «законне» мародерство з боку урядів країн.
Мародерство та жебрацтво зображене на різних рівнях описаного в романі світу. Від чиновників-мародерів, з якими має впоратись Даґні Таґґарт і брата Хенка Реардена — костогриза, з яким той вимушений боротись; до плюндрування промисловості такими компаніями, як "Асошіейтед Стіл" та жебрацькими вимогами гуманітарної допомоги голодуючими країнами Європи.
Один з героїв роману, Франциско д'Анконіа, так описує ставлення «мародерів» до грошей: «То ви вважаєте, що гроші — це корінь всього зла?… Чи запитували ви себе, що є джерелом грошей? Гроші — це засіб обміну, який не може існувати без товарів, вироблених тими, хто здатен виробляти. Гроші — це матеріальна форма принципу, що люди, котрі бажають мати один з одним справу повинні торгувати цінне на цінне. Гроші — не засіб жебраків, котрі слізьми вимагають твою власність, або мародерів, котрі відбирають її силою. Гроші стають можливими завдяки тим, хто працює та виготовляє продукт. Чи це ви вважаєте злом?… Ні океан сліз, ні вся зброя світу не здатна перетворити цю купу паперу в гаманці на хліб, необхідний аби вижити завтра… Щойно серед людей з'являються руйнівники, вони починають з нищення грошей, оскільки гроші — це захист людини та моральна основа існування. Руйнівники відбирають золото і натомість залишають його власникам купу підроблених паперів. Це знищує всі об'єктивні стандарти і віддає людей у владу якогось правителя, котрий встановлює цінності… Папір — це обіцянка на багатство, що не існує, підтримується зброєю на того, хто має його виготовити. Папір, це чек, виписаний легальними мародерами на рахунок, який їм не належить: на здібність жертв. Чекайте на день, коли буде записано: "Рахунок порожній"».

## Переклади іноземними мовами
Станом на 2017 рік, роман було перекладено 23-ма мовами (включно з українською):
- Голландською: Atlas in Staking, published by the «De Boekenmaker», www.boekenmaker.nl (Krommenie, 2006).
- Китайською:阿特拉斯耸耸肩, 2 vol., published by Chongqing Publishing Group, October 2007, ISBN 9787536686397, Перекладач: 扬格.
- Французькою: La révolte d'Atlas, 2 vol. (Paris 1958 et 1959, Editions Jeheber)
- Німецькою: Wer ist John Galt? (Hamburg, Germany: GEWIS Verlag), ISBN 3-932564-03-0.
- Італійською: La rivolta di Atlante, 3 vol. (Milano, Corbaccio, 2007), ISBN 88-797-2863-6, 88-797-2878-4, 88-797-2881-4. Перекладач: Laura Grimaldi
- Японською: 肩をすくめるアトラス 　(ビジネス社), ISBN 4-8284-1149-6. Перекладач: 脇坂 あゆみ.
- Норвезькою: De som beveger verden. (Kagge Forlag, 2000), ISBN 82-489-0083-5 (hardcover), ISBN 82-489-0169-6 (paperback). Перекладач: John Erik Bøe Lindgren.
- Польською: Atlas Zbuntowany (Zysk i S-ka, 2004), ISBN 83-7150-969-3 (hardcover). Перекладач: Iwona Michałowska.
- Португальською: Quem é John Galt? (Editora Expressão e Cultura), ISBN 85-208-0248-6 (paperback). Перекладач: Paulo Henriques Britto.
- Португальською: A Revolta de Atlas (Marcador, 2017) ISBN 978-989-75-4097-4 (hardcover).
- Російською: Атлант расправил плечи (Издательство Альпина Бизнес Букс, 2007 г.), ISBN 978-5-9614-0603-0. Перекладачі: Ю. Соколов, В. Вебер, Д. Вознякевич.
- Іспанською: La rebelión de Atlas. (Editorial Grito Sagrado), ISBN 987-20951-0-8 (hardcover), ISBN 987-20951-1-6 (paperback).
- Шведською: Och världen skälvde. (Timbro Förlag, 1986), ISBN 9905849041. Перекладач: Maud Freccero.
- Турецькою: Atlas Silkindi. (Plato Yayınları, 2003), ISBN 975-96772-6-1. Перекладач: Belkıs Çorapçı.
- Івритом: מרד הנפילים, (Tel Aviv, Israel: S. Fridman, 1999), 2 vol., Danacode 113—138 (hardcover). Перекладач: Itzhak Avrahami.
- Чеською: Atlasova vzpoura, (Argo, 2014), ISBN 978-80-7363-604-3. Перекладач: Aleš Drobek.
- Українською: * «Атлант розправив плечі» у 3 частинах. Київ: Наш Формат. 2015. Перекладачі: Артур Переверзєв, Вікторія Стах, Софія Андрухович.

## Переклади українською

Українське видання трилогії «Атлант розправив плечі»

Вперше українською книгу у трьох томах видав «Наш Формат» у 2015 році.
- Айн Ренд. «Атлант розправив плечі» у 3 частинах. Переклад з англійської: Артур Переверзєв, Вікторія Стах, Софія Андрухович. Київ: Наш Формат. 2015
  - Айн Ренд. Атлант розправив плечі (1 частина): Несуперечність. Переклад з англійської: Артур Переверзєв, Вікторія Стах. Київ: Наш Формат, квітень 2015. 456 стор. ISBN 9786177279067
  - Айн Ренд. Атлант розправив плечі (2 частина): Або—Або. Переклад з англійської: Софія Андрухович. Київ: Наш Формат, липень 2015. 472 стор. ISBN 9786177279159.
  - Айн Ренд. Атлант розправив плечі (3 частина):  А є А. Переклад з англійської: Софія Андрухович. Київ: Наш Формат, вересень 2015. 480 стор. ISBN 9786177279166.

## Екранізації
- Атлант розправив плечі (фільм)